# Shun Nakajima
Shun Nakajima (japanisch 中島 舜 Nakajima Shun; * 8. April 2002 in Saitama, Präfektur Saitama) ist ein japanischer Fußballspieler.

## Karriere
Shun Nakajima erlernte das Fußballspielen in den Jugendmannschaften vom Kawatsuru FC und Kashiwa Reysol sowie in der Universitätsmannschaft der Ryūtsū-Keizai-Universität. Seinen ersten Vertrag unterschrieb er am 1. Februar 2025 bei seinem Jugendverein Kashiwa Reysol. Der Verein aus Kashiwa spielt in der ersten Liga, der J1 League. Sein Erstligadebüt gab Shun Nakajima am 8. März 2025 (5. Spieltag) im Heimspiel gegen die Kashima Antlers. Bei der 1:3-Heimniederlage wurde er in der 83. Minute für Tōjirō Kubo eingewechselt.